# Lizonia halophila
Lizonia halophila är en svampart som beskrevs av E. Bommer, M. Rousseau & Sacc. 1891. Lizonia halophila ingår i släktet Lizonia och familjen Pseudoperisporiaceae.   Inga underarter finns listade i Catalogue of Life.
I den svenska databasen Dyntaxa används istället namnet Mycosphaerella halophila för samma taxon.  Arten är reproducerande i Sverige.